# Padre Pio TV
Padre Pio TV, précédemment intitulée Tele Radio Padre Pio, est une station de télévision catholique italienne appartenant aux Frères mineurs capucins de San Giovanni Rotondo, une ville de la province de Foggia, en Italie, lieu où vécut et mourut le célèbre saint stigmatisé Padre Pio de Pietrelcina à qui la chaîne de télévision est dédiée.

## Diffusion
Padre Pio TV diffuse via le service de télévision numérique terrestre sur tout le territoire national italien sur le canal 145, et diffuse également via le service de télévision par satellite en clair via le satellite Eutelsat Hotbird 13F à 13,0° Est, sur la fréquence de 11,662 MHz, transpondeur 158, DVB-S2 8PSK, pôle vertical, 27 500 Ms/s, 2/3, SID 16952, sous le nom de Padre Pio TV, non crypté et entièrement gratuit. Elle diffuse également sur un système de radiodiffusion dans la province de Foggia.
Depuis le 13 octobre 2009, ses émissions sont également disponibles via une application mobile, en plus d'être disponibles en ligne via le site Web de la chaîne de télévision.

## Structure
Padre Pio TV dispose d'une chaîne de télévision et d'une station de radio.

## Programmes
- Prière des Laudes
- Prière de l'Angélus récitée par Padre Pio
- Réflexions pour passer une bonne journée
- Sainte Messe
- Météorologie
- Saint Rosaire avec Padre Pio
- Actualités du Vatican
- Émissions depuis la crypte du sanctuaire de Padre Pio
- Récitation du Chapelet de Notre-Dame des Larmes
- Récitation du Chapelet de la Divine Miséricorde
- Réflexions bibliques
- Saint Rosaire avec les Sœurs Franciscaines de l'Immaculée
- Prière des Vêpres
- La bénédiction de Padre Pio
- Prière de Complies

## Saints patrons

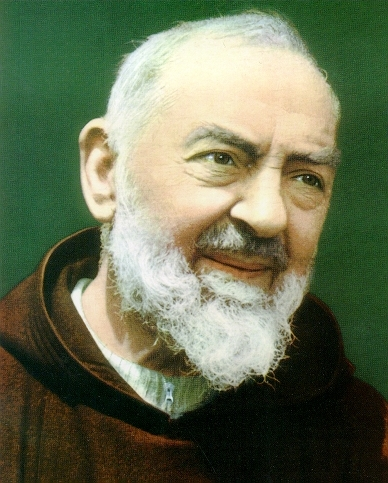
Padre Pio de Pietrelcina, patron de la station de télévision Padre Pio TV

Notre-Dame des Grâces (en italien : Santa Maria delle Grazie) est considérée comme la co-patronne de Padre Pio TV. Le saint patron de cette chaîne catholique italienne est saint Pio de Pietrelcina.
La chanteuse et présentatrice de télévision italienne Raffaella Carrà, une fervente dévote de Padre Pio, était considérée comme la marraine de la chaîne,,.